# Боскарело (Козенца)
Боскарело је насеље у Италији у округу Козенца, региону Калабрија.
Према процени из 2011. у насељу је живело 260 становника. Насеље се налази на надморској висини од 22 м.